# أميرة المريخ
أميرة المريخ (بالإنجليزية: A Princess of Mars) هي رواية فانتازيا علمية بقلم إدغار رايس بوروس نشرت عام 1917، وهي الأولى ضمن سلسلة برسوم. وهي تمتلئ بمبارزات السيف والأعمال الجريئة، وهي تعتبر مثالا كلاسيكيا على أدب اللب في القرن العشرين. بل وتعتبر أيضا مثالا عن رومانسية الكواكب، إحدى مناحي الخيال العلمي التي أصبحت شعبية في العقود التالية من تاريخ نشر هذا الرواية. كما تحتوي الفصول الأولى على عناصر من أدب الوسترن. تدور أحداث القصة على سطح المريخ، ويصور بشكل كوكب يحتضر به بيئة صحراوية قاسية. واستندت هذه الرؤية عن المريخ على أعمال عالم الفلك بيرسيفال لويل، والتي كانت ذات شعبية في أواخر القرن التاسع عشر وأوائل القرن العشرين.
شكلت سلسلة برسوم مصدر وحي لعدد من كتاب الخيال العلمي المعروفين في القرن العشرين، مثل ذلك جاك فانس، راي برادبري، آرثر سي كلارك، روبرت أنسون هاينلاين، جون نورمان. وكانت سلسلة ملهمة لكثير من العلماء في مجالات استكشاف الفضاء والبحث عن حياة خارج كوكب الأرض، بما في ذلك كارل ساغان، الذي قرأ أميرة المريخ أيضا عندما كان طفلا.

## روابط خارجية
- أميرة المريخ على موقع الموسوعة البريطانية (الإنجليزية)
- أميرة المريخ على موقع الموسوعة البريطانية (الإنجليزية)